# Schyroke (Baschtanka)
Schyroke (ukrainisch Широке; russisch Широкое Schyrokoje) ist eine Ansiedlung im Südosten der ukrainischen Oblast Mykolajiw mit etwa 700 Einwohnern.
Die Siedlung wurde 1946 offiziell gegründet und liegt am Fluss Werewtschyna (Веревчина) sowie der Territorialstraße T-1508, 39 Kilometer südlich der Rajonshauptstadt Baschtanka und 54 Kilometer östlich der Oblasthauptstadt Mykolajiw, die ehemalige Rajonshauptstadt Snihuriwka befindet sich 9 Kilometer östlich des Ortes.

## Verwaltungsgliederung
Am 4. Oktober 2017 wurde die Ansiedlung zum Zentrum der neugegründeten Landgemeinde Schyroke (Широківська сільська громада/Schyrokiwska silska hromada). Zu dieser zählen auch noch die 4 in der untenstehenden Tabelle aufgelisteten Dörfer sowie die Ansiedlungen Poljana und Stepowe, bis dahin war es ein Teil der Landratsgemeinde Tscherwona Dolyna (Червонодолинська сільська рада/Tscherwonodolynska silska rada) im Nordwesten des Rajons Snihuriwka.
Am 17. Juli 2020 kam es im Zuge einer großen Rajonsreform zum Anschluss des Rajonsgebietes an den Rajon Baschtanka.
Folgende Orte sind neben dem Hauptort Schyroke Teil der Gemeinde:
| Name                     | Name           | Name                                  |
| ukrainisch transkribiert | ukrainisch     | russisch                              |
| ------------------------ | -------------- | ------------------------------------- |
| Ljubyne                  | Любине         | Любино (Ljubino)                      |
| Nowopetriwka             | Новопетрівка   | Новопетровка (Nowopetrowka)           |
| Pokrowske                | Покровське     | Покровское (Pokrowskoje)              |
| Poljana                  | Поляна         | Поляна                                |
| Stepowe                  | Степове        | Степовое (Stepowoje)                  |
| Tscherwona Dolyna        | Червона Долина | Червоная Долина (Tscherwonaja Dolina) |